# دورة ديزل
دورة ديزل في الفيزياء والهندسة الميكانيكية (بالإنجليزية: Diesel cycle) هي دورة ترموديناميكية تمثل عمل محرك ديزل والتي قام بصياغتها المهندس الأماني رودولف ديزل. ويتميز محرك الديزل بأن ضغط الغاز فيه يقرب من ضغط غاز الوقود في محرك بنزين وبذلك يصل إلى كفاءة حرارية أعلى. تسمى دورة ديزل أحيانا «دورة الضغط الثابت» طبقا لفكرة الضغط الثابت في حالته المثالية، حيث يجري إمداد المحرك بالحرارة عند بقاء الضغط ثابتا في عملية ترموديناميكية تسمى عملية متساوية الضغط. وتختلف دورة أوتو عن دورة ديزل المثالية، حيث يجري إمدادها بالحرارة في حجم ثابت.

## وصفها
بغرض تفادي ضغطا عاليا عند الاحتراق في درجة حرارة عالية وضغوط عالية، يضبط زمن حقن الوقود بحيث يتم خلال الجزء الأول لمرحلة التمدد. ويتم الاحتراق تحت ضغط ثابت، ولذلك يعتبر الإمداد بالحرارة عملية متساوية الضغط. تتم دورة ديزل في أربعة أشواط، وهي:
- كبس خلال عملية متساوية الإنتروبية(1 ← 2)
- إمداد بالحرارة في عملية متساوية الضغط (2 ← 3)
- التمدد خلال عملية متساوية الإنتروبية (3 ← 4)
- طرد الحرارة في عملية متساوية الحجم (4 ← 1)

| مخططات الحالة والبيانات لمثال حسابي | مخططات الحالة والبيانات لمثال حسابي |
| ----------------------------------- | ----------------------------------- |
|                                     |                                     |

وتعطينا المساحة المحصورة داخل الخطوط (1 ← 2 ← 3 ←4) العمل النوعي المكتسب من الدورة.
وتمثل المراحل الأتية أشواط محرك رباعي الأشواط:
1. العملية 0 ← 1 : سحب غاز الوقود
2. العملية 1 ← 2 : كبس غاز الوقود
3. العمليتان 2 ← 3 ← 4 : الشغل (أشعال وتمدد)
4. العمليتان 4 ← 1 ← 0 : طرد الغاز المحترق.

في مخطط الضغط والحجم المذكور هنا للحالة المثالية توجد النقطة 0 (وهي غير مرسومة) على يسار النقطة 1 وأسفل النقطة 2، وهي تمثل النقطة الميتة العليا عند الضغط الجوي. أما في حالة محرك ثنائي الأشواط تتطابق الأشواط مع بعضها البعض، ولا توجد النقطة 0.

## كفاءة محرك الديزل

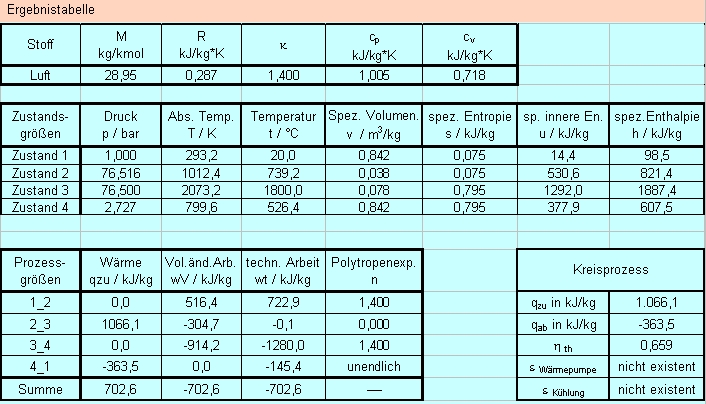
بيانات الأشواط لدورة ديزل.

تعتمد كفاءة دورة ديزل على ثلاثة عوامل:
نسبة الكبس {\displaystyle \varepsilon ={\frac {V_{1}}{V_{2}}}}
ونسبة الحجمين بعد الاشتعال الكامل وقبله {\displaystyle \varphi ={\frac {V_{3}}{V_{2}}}}
ومعامل ثبات الاعتلاج {\displaystyle \kappa ={\frac {C_{p}}{C_{V}}}.}.
نقرأ في الجدول مقدار الحرارة التي زودناها للنظام، ونفترض الهواء كالغاز المستخدم وبأنه غاز مثالي.
نحصل على:
{\displaystyle {\begin{aligned}\mathrm {d} Q_{23}=C\mathrm {d} T\Rightarrow Q_{23}&=C_{p}(T_{3}-T_{2})\\&={\frac {C_{p}}{Nk}}(p_{3}V_{3}-p_{2}V_{2})\\&={\frac {C_{p}}{Nk}}p_{2}V_{2}({\frac {p_{3}}{p_{2}}}{\frac {V_{3}}{V_{2}}}-1)\end{aligned}}}
ونظرا لكون:
{\displaystyle {\begin{aligned}p_{2}=p_{3}\end{aligned}}}
{\displaystyle {\begin{aligned}={\frac {C_{p}}{Nk}}p_{2}V_{2}(\varphi -1)=Q_{zu}.\end{aligned}}}
بالمثل نعين من الجدول الحرارة المطرودة:
{\displaystyle {\begin{aligned}\mathrm {d} Q_{41}=C\mathrm {d} T\Rightarrow Q_{41}&=C_{V}(T_{1}-T_{4})\\&={\frac {C_{V}}{Nk}}(p_{1}V_{1}-p_{4}V_{4})\\&={\frac {C_{V}}{Nk}}V_{1}(p_{1}-p_{4})=Q_{ab}.\end{aligned}}}
ونحصل على كفاءة الدورة مع استخدام معادلة ثبات الاعتلاج {\displaystyle pV^{\kappa }=\mathrm {const} }:
{\displaystyle {\begin{aligned}\eta _{Diesel}&=1+{\frac {Q_{ab}}{Q_{zu}}}=1+{\frac {{\frac {C_{V}}{Nk}}V_{1}(p_{1}-p_{4})}{{\frac {C_{p}}{Nk}}p_{2}V_{2}(\varphi -1)}}\\&=1+{\frac {\varepsilon }{\kappa \cdot (\varphi -1)}}\left({\frac {p_{1}}{p_{2}}}-{\frac {p_{4}}{p_{3}}}\right)\\&=1-{\frac {\varepsilon }{\kappa \cdot (\varphi -1)}}\left[\left({\frac {V_{3}}{V_{1}}}\right)^{\kappa }-\left({\frac {V_{2}}{V_{1}}}\right)^{\kappa }\right]\\&=1-{\frac {\varepsilon }{\kappa \cdot (\varphi -1)}}\left[\left({\frac {\varphi }{\varepsilon }}\right)^{\kappa }-\left({\frac {1}{\varepsilon }}\right)^{\kappa }\right]\\&=1-{\frac {1}{\kappa \cdot \varepsilon ^{\kappa -1}}}\cdot {\frac {\varphi ^{\kappa }-1}{\varphi -1}}\end{aligned}}}
أي أن:
{\displaystyle \eta _{th,Diesel}={1-{\frac {1}{\kappa \cdot {\varepsilon ^{\kappa -1}}}}}\cdot {\frac {\varphi ^{\kappa }-1}{\varphi -1}}.}
ويمثل الجزء الأول في المعادلة كفاءة عملية متساوية الحجم، والجزء الثاني يمثل معامل انخفاض الكفاءة في عملية متساوية الضغط.
- من الوجهة النظرية يكون كفاءة عملية متساوية الحجم أحسن منها في عملية متساوية الضغط !

وقد اعتبرنا الهواء كغاز مثالي لحساب الدورة الممثلة هنا وبأن سعته الحرارية ثابتة وكذلك بأن معامل ثبات الاعتلاج له ثابت {\displaystyle \kappa }. فينشأ عن اهمالنا للتفاعل الكيميائي (احتراق الوقود بالإكسجين فينتج ثاني أكسيد الكربون وبخار ماء) خطأ صغيرا حيث أن الهواء يتكون بنسبة 79% من النتروجين وهو لا يتغير خلال العملية. كما أن خصائص الهواء لا تنطبق مع خصائص الغاز المثالي وخصوصا في الضغوط العالية (قارن معامل الغاز الحقيقي). علاوة على ذلك نجد أن الحرارة النوعية للهواء تزداد بنسبة 39% عند درجة حرارة 2000 درجة مئوية. مجموع تلك التقريبات تخفض من قيمة الكفاءة النظرية لدور ديزل بقدر صغير. لهذا تشكل حساباتنا تقريبا للحقيقة.